# Далёкая Радуга
«Далёкая Ра́дуга» — фантастическая повесть советских писателей Аркадия и Бориса Стругацких.

## Сюжет
- Время действия не указано, однако Горбовский, цитируя «Поединок» Куприна, добавляет: «Это было сказано три века назад». «Поединок» написан в 1905 г., значит, время действия повести можно датировать концом XXII — началом XXIII века.
- Место действия: дальний космос, планета Радуга.
- Социальное устройство: развитый коммунизм (Полдень).

Действие происходит в течение одних суток.
Планета Радуга уже тридцать лет используется учёными для проведения экспериментов по нуль-транспортировке. После каждого эксперимента на планете возникает Волна — две энергетические стены «до неба», движущиеся от полюсов планеты к экватору и выжигающие всю органику на своём пути. До последнего времени Волну удавалось остановить «харибдами» — машинами-энергопоглотителями.
Возникшая в результате очередного эксперимента по нуль-транспортировке Волна небывалой мощности и не наблюдавшегося ранее типа («П-волна», в честь нуль-физика-«дискретника» Пагавы, возглавляющего наблюдения в Северном полушарии) начинает движение по планете, уничтожая всё живое. Одним из первых о надвигающейся опасности узнаёт Роберт Скляров, ведущий наблюдения за экспериментами с поста Степной. После гибели учёного Камилла, приехавшего посмотреть на извержение, Роберт эвакуируется со станции, спасаясь от Волны. Прибыв в Гринфилд к начальнику Маляеву, Роберт узнаёт, что Камилл не погиб — после отлёта Роберта тот сообщает о странной природе новой Волны, и связь с ним прерывается. «Харибды» не способны остановить П-волну — они горят, как свечки, не справляясь с её чудовищной мощью.
Начинается спешная эвакуация учёных, их семей и туристов на экватор, в столицу Радуги.
К Радуге приближается крупный транспортный звездолёт «Стрела», но он не успеет прибыть до катастрофы. На самой планете стоит только один звездолёт, десантный корабль малой вместимости «Тариэль-2» под командованием Леонида Горбовского. Пока Совет Радуги обсуждает вопрос, кого и что спасать, Горбовский единолично принимает решение отправить в космос детей и, по возможности, самые ценные научные материалы. По приказу Горбовского с «Тариэля-2» снимают всё оборудование для межзвёздных полётов и превращают его в самоходную космическую баржу. Теперь корабль может принять на борт около сотни оставшихся на Радуге детей, выйти на орбиту и там дождаться «Стрелы». Сам Горбовский и его экипаж остаются на Радуге, как и почти все взрослые, ожидая момента, когда две Волны встретятся в районе Столицы. Ясно, что люди обречены. Последние свои часы они проводят спокойно и с достоинством.
Появление Горбовского в целом ряде других произведений Стругацких, описывающих более поздние события (в соответствии с хронологией Мира Полудня), указывает, что либо капитан «Стрелы» совершил невозможное и успел на планету раньше прихода Волн на экватор, либо, как утверждали слухи о проведённых руководителем нуль-Т-проекта Ламондуа, Пагавой и одним из героев повести Патриком расчётах, при встрече на экваторе идущие с севера и юга П-волны «взаимно энергетически свернулись и деритринитировали». В романе «Жук в муравейнике» описывается развитая общедоступная сеть «кабин нуль-Т», то есть опыты с нуль-транспортировкой в вымышленном мире Стругацких всё же привели к успеху.

## Персонажи
- Марк Валькенштейн — штурман десантного сигма-Д-звездолёта «Тариэль-Второй», влюблен в Алю Постышеву
- Матвей Сергеевич Вязаницын — директор учёных на планеты Радуга, старый приятель Горбовского, звездолётчик, десантник
- Евгения Вязаницына — жена Матвея Вязаницына
- Габа — старший бригады испытателей
- Леонид Андреевич Горбовский — командир десантного сигма-Д-звездолёта «Тариэль-Второй»
- Камилл — учёный
- Канэко — план-энергетик и начальник Службы индивидуальной безопасности планеты Радуга
- Этьен Ламондуа — глава современной нуль-физики, «быстрый физик», как его называли коллеги
- Фёдор Анатольевич Маляев — руководитель Роберта Склярова, изобретатель танков «Харибда»
- Шота Петрович Пагава — глава северных физиков-нулевиков
- Патрик — учёный, напарник Роберта Склярова
- Джина Пикбридж — старший биолог планеты
- Станислав Пишта — бывший десантник и командир звездолета «Подсолнечник». Друг Горбовского. На Радуге был заведующим детской колонией
- Александра Постышева (Аля) — учёный, возлюбленная Марка Валькенштейна
- Роберт Скляров — лаборант-наблюдатель на посту Степном, физик-нулевик
- Таня Турчина — воспитательница в поселке Детское. Возлюбленная Роберта Склярова

## История создания
Произведение создано в 1963 году.
По словам Бориса Стругацкого, в августе 1962 года в Москве состоялось первое совещание писателей и критиков, работающих в жанре научной фантастики. На нём был показан фильм Стэнли Крамера «На берегу» — фильм о последних днях человечества, умирающего после свершившейся ядерной катастрофы. Этот киносеанс потряс братьев Стругацких настолько, что Борис Стругацкий вспоминает, как ему хотелось тогда «каждого встречного военного в чине полковника и выше — лупить по мордам с криком „прекратите, …вашу мать, прекратите немедленно!“».
У братьев Стругацких почти сразу после этого просмотра возник замысел романа-катастрофы на современном им материале, советский вариант «На берегу», появилось его рабочее название — «Летят утки» (по названию песни, которая должна была стать лейтмотивом романа).
Стругацким пришлось перенести действие в свой, придуманный, мир, который казался им «немногим менее реальным, чем тот, в котором мы живем». Было создано множество черновиков, в которых описывались «разнообразные варианты реакции различных героев на происходящее; готовые эпизоды; подробный портрет-биография Роберта Склярова; подробный план „Волна и её развитие“, любопытное „штатное расписание“ Радуги»..
Первый черновик «Далекой Радуги» был начат и закончен в ноябре — декабре 1962 года. Писатели после этого долго работали над произведением, переделывали, переписывали, сокращали и снова дописывали. Эта работа длилась более полугода.

## Проблематика
- Проблема дозволенности научного познания, научного эгоизма: проблема «джинна в бутылке», которого человек выпустить может, а управлять им — нет (эта проблема автором статьи не указана, однако предполагается главной в данном произведении: произведение написано в 1963 году, при этом 1961 год — год испытания СССР самой мощной водородной бомбы).
- Проблема выбора и ответственности человека.
  - Роберт оказывается перед рационально неразрешимой задачей, когда он может спасти либо свою возлюбленную Татьяну, воспитательницу детского сада, либо кого-то из её воспитанников (но не всех). Роберт обманом вывозит в Столицу Таню, оставляя детей погибать.

— Ты сошёл с ума! — сказал Габа. Он медленно поднимался с травы. — Это дети! Опомнись!.. 

— А те, кто останется здесь, они не дети? Кто выберет троих, которые полетят в Столицу и на Землю? Ты? Иди, выбирай! 

… 

— Она возненавидит тебя, — тихо сказал Габа. Роберт отпустил его и засмеялся. 

— Через три часа я тоже умру, — сказал он. — Мне будет всё равно. Прощай, Габа.

- Общественность Радуги испытывает явное облегчение, когда в разгар дискуссии о том, кого и что спасать на «Тариэле», появляется Горбовский и снимает с людей бремя этого решения.

— Видите ли, — проникновенно сказал Горбовский в мегафон, — боюсь, что здесь какое-то недоразумение. Товарищ Ламондуа предлагает вам решать. Но понимаете ли, решать, собственно, нечего. Всё уже решено. Ясли и матери с новорожденными уже на звездолёте. (Толпа шумно вздохнула). Остальные ребятишки грузятся сейчас. Я думаю, все поместятся. Даже не думаю, уверен. Вы уж простите меня, но я решил самостоятельно. У меня есть на это право. У меня есть даже право решительно пресекать все попытки помешать мне выполнить это решение. Но это право, по-моему, ни к чему.

…

— Вот и всё, — громко сказал кто-то в толпе. — И правильно. Шахтёры, за мной!

…

Они смотрели на тающую толпу, на оживившиеся лица, сразу ставшие очень разными, и Горбовский пробормотал со вздохом:

— Забавно, однако. Вот мы совершенствуемся, совершенствуемся, становимся лучше, умнее, добрее, а до чего всё-таки приятно, когда кто-нибудь принимает за тебя решение…

- В «Далёкой Радуге» Стругацкие впервые затрагивают проблематику контроля искусственного интеллекта. Горбовский упоминает так называемую Массачусетскую машину — созданное в начале XXII века кибернетическое устройство с «феноменальным быстродействием» и «необозримой памятью». Эта машина проработала всего четыре минуты, а затем была выключена и полностью изолирована от окружающего мира и находится под запретом Мирового совета. Причиной стало то, что она «стала вести себя». По всей видимости, учёным будущего удалось создать устройство с искусственным разумом (согласно повести «Жук в муравейнике», «на глазах у ошеломлённых исследователей зародилась и стала набирать силу новая, нечеловеческая цивилизация Земли»).
- Обратной стороной стремления сделать машины разумными стала деятельность так называемой «Чёртовой Дюжины» — группы тринадцати учёных, которые попытались сращивать себя с машинами.

Их называют фанатиками, но в них, по-моему, есть что-то притягательное.
Избавиться от всех этих слабостей, страстей, вспышек эмоций… Голый разум плюс неограниченные возможности совершенствования организма.
Официально считается, что все участники эксперимента погибли, однако в финале повести выясняется, что Камилл — последний оставшийся в живых член «Чёртовой Дюжины». Несмотря на обретённое бессмертие и феноменальные способности, Камилл заявляет, что опыт не удался. Человек не может стать бесчувственной машиной и перестать быть человеком.

 — … Опыт не удался, Леонид. Вместо состояния «хочешь, но не можешь» состояние «можешь, но не хочешь». Это невыносимо тоскливо — мочь и не хотеть.
Горбовский слушал, закрыв глаза.
 — Да, я понимаю, — проговорил он. — Мочь и не хотеть — это от машины. А тоскливо — это от человека.

— Вы ничего не понимаете, — сказал Камилл. — Вы любите мечтать иногда о мудрости патриархов, у которых нет ни желаний, ни чувств, ни даже ощущений. Мозг-дальтоник. Великий Логик. <…> А куда уйдёшь от своей психической призмы? От врождённой способности чувствовать… Ведь нужно любить, нужно читать о любви, нужны зелёные холмы, музыка, картины, неудовлетворённость, страх, зависть… Вы пытаетесь ограничить себя — и теряете огромный кусок счастья.— «Далёкая радуга»
- Трагедия Камилла иллюстрирует рассматриваемую авторами проблему соотношения и роли науки и искусства, мира разума и мира чувств. Это можно было бы назвать спором «физиков» и «лириков» XXII века. В Мире Полудня все чётче прослеживается разделение на так называемых эмоциолистов и логиков (эмоциолизм как зарождающееся в искусстве XXII века течение упоминается в более раннем романе «Попытка к бегству»). Как предсказывает Камилл, по словам одного из персонажей:

Человечество накануне раскола. Эмоциолисты и логики — по-видимому, он имеет в виду людей искусства и науки — становятся чужими друг другу, перестают друг друга понимать и перестают друг в друге нуждаться. Человек рождается эмоциолистом или логиком. Это лежит в самой природе человека. И когда-нибудь человечество расколется на два общества, так же чуждые друг другу, как мы чужды леонидянам…
Стругацкие символично показывают, что для людей Мира Полудня наука и искусство равноценны и при этом они никогда не затмят значение самой человеческой жизни. На корабль, в котором эвакуируют детей («будущее») с Радуги, Горбовский позволяет взять только одно произведение искусства и одну плёнку с отснятыми научными материалами.

— Что это? — спросил Горбовский.

— Моя последняя картина. Я Иоганн Сурд.

— Иоганн Сурд, — повторил Горбовский. — Я не знал, что вы здесь.

— Возьмите. Она весит совсем немного. Это лучшее, что я сделал в жизни. Я привозил её сюда на выставку. Это «Ветер»…

У Горбовского всё сжалось внутри.

— Давайте, — сказал он и бережно принял свёрток.

### Ульмотрон
В «Далёкой Радуге» не раз упоминается «ульмотрон», очень ценный и дефицитный прибор, имеющий отношение к научным экспериментам. Корабль Горбовского как раз и прибыл на Радугу с грузом ульмотронов. Назначение прибора неясно, да и не важно для понимания сюжета. Производство ульмотронов крайне сложно и трудоёмко, очередь на их получение расписана на годы вперёд, а ценность настолько велика, что во время катастрофы главные герои спасали приборы с риском для собственной жизни. Чтобы заполучить вне очереди ульмотрон для своего подразделения, герои даже пускаются на разные предосудительные уловки (прозрачная аллюзия на ситуацию с распределением дефицитных товаров в СССР).

## Литературные особенности
Т. Н. Бреева, рассматривая деконструкцию утопического дискурса, наблюдает в повести «Далекая Радуга» неосложненный вариант деконструкции мифологемы нового / советского человека. По этой причине последняя предстает здесь в изводе «человек-машина», в равной степени отсылающем как к собственно советской мифологии 1920-х гг., так и к теме гомункула в том варианте, который она приобретает в жанре фантастики.

Доктор филологических наук, детская писательница Е. В. Борода в своей статье высказала мнение, что обитатели планеты Радуга 
стоят перед моральной дилеммой: жизнь для науки или наука для жизни. Их выбор отнюдь не прост, потому что человек в любом случае оказывается в проигрыше. Но они бы не были людьми, если бы не следовали принципу «из всех возможных решений выбирать самое доброе». Человек не может быть принесен в жертву ради гипотетической благодати человечества. На этом строится любая этическая система — во- первых, отсутствие малейшего компромисса со злом, во-вторых, приоритет живого человека перед умозрительными концепциями. В сущности, это две основные евангельские заповеди: возлюби Бога и возлюби ближнего. Все остальное вмещается в эту этическую формулу.

На уровне всего населения планеты Далекая Радуга решается вопрос о будущем, о том, чему или кому суждено спастись на единственном звездолете: научным трудам или самым юным жителям планеты — лаборатории. На самом деле каждым взрослым обитателем Радуги этот выбор уже сделан, и речь Этьена Ламондуа — это скорее нравственное кредо адептов науки, готовых принести в жертву будущему самое дорогое: собственных детей. 
Фролов А. В. считает, что братья Стругацкие в повести «Далекая Радуга» сами того не зная, создали реальность, наглядно демонстрирующую фундаментальные принципы теории трансгуманизма. По его мнению персонажи повести не обвиняют ученых в катастрофе, так как эксперимент правомерен как с научной, так и с этической точек зрения. Во-первых, высокотехнологичные разработки способны принести огромную практическую пользу (нуль-переходы). Во-вторых, по мнению Фролова, позиция Этьена Ламондуа, согласно которой стремление познавать — это основной инстинкт человечества, как вида, является максимально объективной концепцией мироустройства в призме людского восприятия. Что же касается возможных негативных последствий, то риск возникновения подобных ситуаций является приемлемым фактором при условии соблюдения учеными необходимых мер безопасности (как это было сделано на Радуге).